# Rood paleis
Rood Paleis is een roman van F. Bordewijk uit 1936.
In het boek staat een bordeel centraal aan de Passeerdersgracht te Amsterdam, vlak voor het uitbreken van de Eerste Wereldoorlog. Het betreft de periode van het 'fin de siècle'.